# Cleanfeed

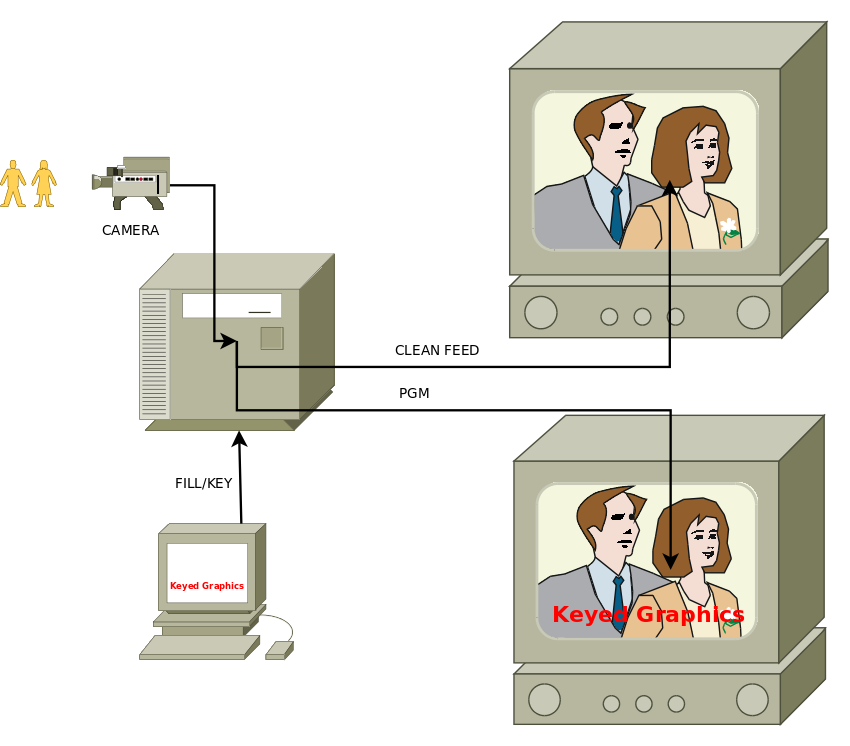
Prinzip von Cleanfeed

Der Cleanfeed (engl. für sauberes Signal) bezeichnet ein von jeglichen sendungsspezifischen Grafiken, Einblendungen und manchmal auch Sprachen freies Bildsignal. Es wird häufig als eine Signalart der Videotechnik und Radiotechnik verwendet.

## Videotechnik
Der Cleanfeed (CLF) bezeichnet ein von jeglichen sendungsspezifischen Grafiken und Einblendungen freies, also sauberes Bildsignal. Es wird häufig bei der Archivierung von Beiträgen oder ganzen Sendungen bei den Fernsehsendern oder für den Programmaustausch benutzt. Da diese Einblendungen (wie z. B. so genannte Bauchbinden, Spielstände bei Sportübertragungen usw.) häufig das Sendungslogo zeigen oder bestimmten Designvorgaben dieser Sendungen folgen, ist zum Beispiel bei einer Wiederholung dieses Beitrages in einer anderen Sendung ein neutrales Bild nötig. Auf diesem neutralen Bild sind nun anders gestaltete Einblendungen möglich. 
Auch wenn nur Teile der Sendung zu einem neuen Beitrag zusammengeschnitten werden sollen, ist eine Cleanfeed-Aufzeichnung erwünscht. Dies ist insbesondere bei Sportübertragungen wichtig, wenn etwa ein Live-Fußballspiel zu einem Beitrag für ein Sportmagazin zusammengestellt wird.

## Radio- und Audiotechnik
In der Radio- und Audiotechnik bezeichnet cleanfeed an einem Audiomischer eine Schaltung für einen Ausgang eines Kanals, der das Summensignal ohne diesen Kanal bereitstellt (mix-minus). Eine typische Anwendung ist die Telefon-Liveschaltung: Anrufer/-innen hören alles, was aus dem Mischer kommt, nur sich selbst nicht, weil das irritierend wäre.